# На Трампа уповаем
На Трампа уповаем: Среди многих — великолепный (англ. In Trump We Trust: E Pluribus Awesome!) — книга Энн Коултер в поддержку Дональда Трампа и его президентской кампании 2016 года.

## Создание
О выпуске книги стало известно в мае 2016 года, сама Коултер поддержала Трампа в августе 2015 года, через два месяца после его объявления о выдвижении кандидатуры. Выход книги был запланирован на 23 августа, за три месяца до президентских выборов.

## Продажи
Электронная версия книги в сентябре 2016 года стала бестселлером по версии New York Times.

## Отзывы
Как отмечал редактор The Atlantic Питер Бейнарт, книга посвящена защите не политика, а трампизма в целом. При этом позиции Энн Коултер по проблеме иммигрантов в итоге оказались гораздо жёстче, чем у героя её книги.
Рецензент журнала Federalist Кайл Сэммин обнаружил практически религиозное отношение автора к персоне Дональда Трампа (например, политический ландшафт до его появления назван B.T. — «до Трампа»), а также спорный тезис о непопулярности Республиканской партии. Негативную реакцию вызвало ухудшение качества работы с источниками.